# Gőz Balázs
Gőz Balázs (Miskolc, 1992. augusztus 3. –) magyar válogatott jégkorongozó.

## Pályafutása
Gőz Balázs a miskolci DVTK Jegesmedvék akadémiáján nevelkedett, 2008-tól az Egyesült Államokban játszott. 2013 februárjában Románia ellen bemutatkozott a válogatottban. A 2013–2014-es szezonban a francia elsőosztályú Morzine-Avoriaz játékosa volt. 2014 májusában visszaigazolt Miskolcra. 2018-ban a Norfolk Admirals játékosa volt. 2018 novemberétől ismét Miskolcon játszott. 2021 májusában bejelentette, hogy a DVTK-val lejáró szerződését nem hosszabbítja meg.